# 宗族

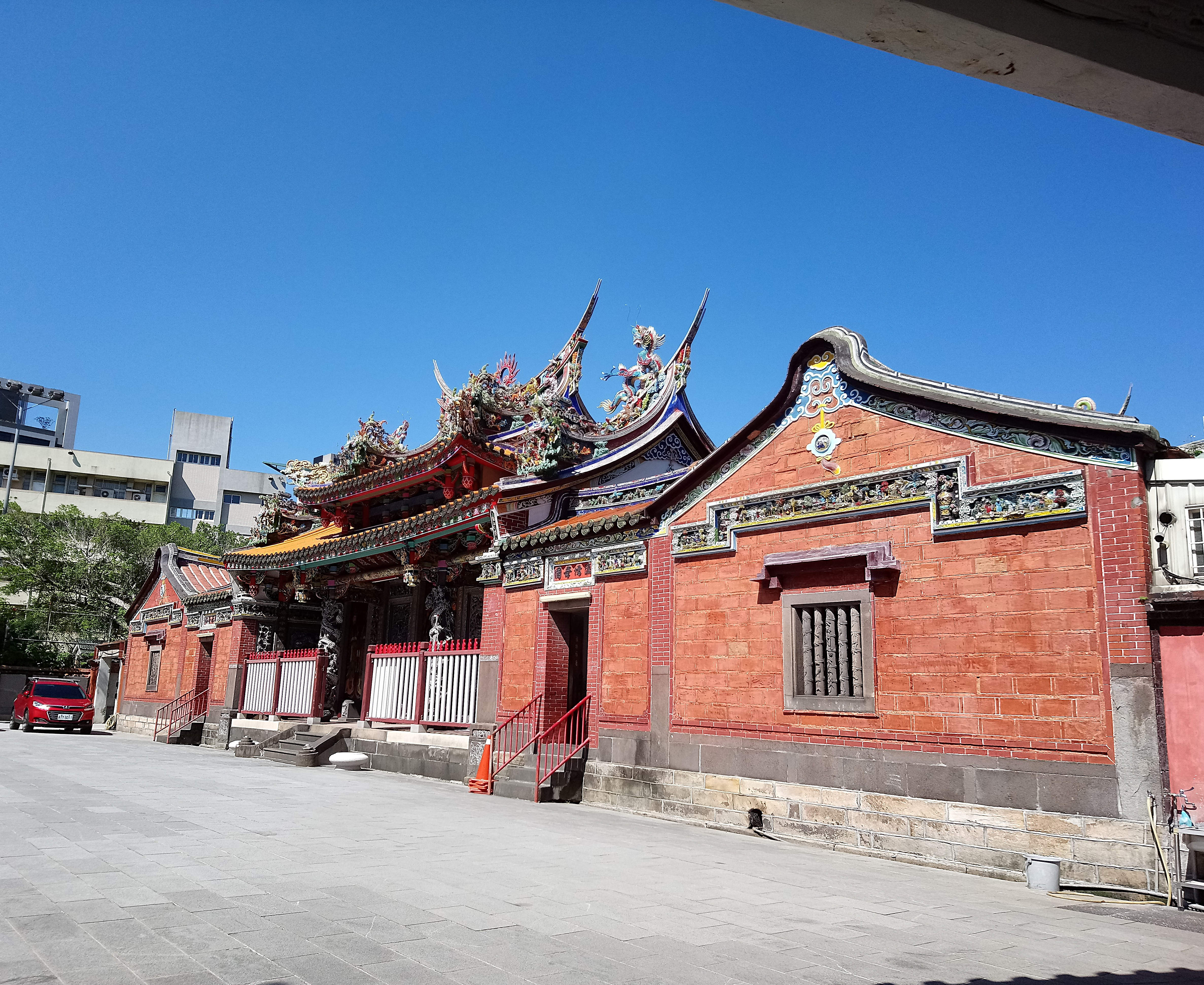
陳德星堂

宗族是以父系傳承建立的共同氏族集團，盛行於宋代以後的中國，為儒家制度的根本。在漢人传统社会中，民众个人及家庭的财产、事业、社会地位等通常依附于宗族。
一個宗族可以包括很多的家庭，形成大的聚落，保持團結和互助，有祭祖或節慶等共同活動，并保有公共财产（族产）。

## 起源

### 起因
宗族組織源自宋代。唐代的士族、門閥累世為官，生於士族就注定當官，但宋代在科舉制度下，任何家族都難以長期掌權，進出統治集團有快速的循環，家族驟起驟落，並不穩定。:305:340。
宋代士大夫看到個人力量不足恃，為自己及子孫打算，乃試圖透過組織親屬族人，建立能維持久遠的宗族，提倡宗法、祠堂、族产、族學、族譜、族長、家法等等，成為以後八個世紀常見的親屬制度。:305:331、341

### 雛形
11世紀中范仲淹范氏義莊的出現，象徵新的宗族組織的誕生:291。蘇州人范仲淹移居潁昌後，出資為家鄉蘇州的族人設立義莊。義莊供給義米，救濟貧窮族人，並為科舉考生提供資助，期待他們出仕後回饋同族。若族人任官，則停止供給義米:220、225。
宋代的宗族雖聚居一處，但往往各家各自為政，只有清明祭祖等少數家族活動，族譜亦不常見，族產更是罕有，組織大多鬆散，分家分產，可說是「共祖屬群」，只有極少數家族是「同居共财」的「聚居型家族」:339、289。只有上層士大夫才有能力照顧族人，義莊往往只是一家家產，並非一族共有，只能臨時幫助族人，沒有經常性的族學或祭祖:342、289。
宋代士人探討宗族的組織方式，但付諸實行則有待元代及以後。:340

## 特點
宗族一般聚族而居，著重團結和保持傳統，甚至數代不分家，族人互相幫助，維持其凝聚力:286-288。以拥有族产、族谱、祠堂为主要特征:79。這種宗族的模式，一直保存到20世紀:286-288。
同輩的族人，名字中有一字是相同的，代表輩份，並顯示氏族的凝聚力。宗族傳襲祖宗的家訓，在節日，族人會一同祭祀和宴會:298。当一个男性无子，从宗族中过继其他男性为继承人，是常见的作法。

## 發展

### 宋代
11世紀中，宗族組織開始出現，范仲淹及其好友李師中，都買田為族人設立義莊，建立早期的宗族:299。在宋代，宗族主要由官員或士大夫提倡建立，商人和百姓較少擔當要員:227。宗族組織有助提高族人地位。科舉制度下，要成為官員有賴教育，教育又仰賴於田地和財產。宗族擁有田產，收入固定，便可致力於教育，中舉機會就愈大，進士也愈多。如宋代休寧縣中中舉最多的是吳氏、汪氏、程氏，當地財產最多的也是這三個宗族。由于科举制和商品经济，造成宋朝官僚地主家庭的政治、经济地位的不稳定性，唐朝的品官家廟制未能在宋朝实行，而墓祭成为凝聚家族的手段。在此背景下，相较义庄，家族更为普遍的置办祭田，保障墓祭:81—82。

### 近现代
中华人民共和国成立后，立法禁止表亲结婚，并宣传“表兄妹结婚属于近亲通婚、生下来的孩子多是畸形”的观点，由此极大地限制了宗族之间姻亲关系的巩固，削弱了宗族的势力。此说法并不成立，中国古代严禁同姓结婚，堂兄妹绝不可结婚，而表兄妹实为异姓，按照传统宗族观念异姓并非同族。另一方面，中华人民共和国政府在1953年以后推行的土改运动，打击了地方宗族组织的主要资助者和维护者地主及富农阶层，将土地的耕作权重新分摊到原本的雇农阶层中、以小家庭或个人为单位，由此进一步削弱了宗族在经济生产活动中的影响力；随后的中国农业集体化在1955年一夜之间被强令完成，所有的农民被编入了“生产合作社”，原有的宗族组织遭到了彻底的破坏，新产生的“生产队队长”、“农业合作社社长”等组织负责人，在后来的一系列半强制性集体生产、粮食征购等国家行为影响下，成为了中国农村地方新的权力结构。
随着现代中国的社会不断发展，城市化的推进、社会思想的不断解放以及现代社会中以核心家庭为主的家庭模式，使得宗族组织基本退出了日常生活的舞台。
1926年成立的香港新界鄉議局被认为是宗族政治共同体的代表。系乡绅贤达在现代社会中的扩展。

### 引用
1. 1 2 3 4 5 6 7  David Johnson 著，耿立群 譯：〈世家大族的沒落——唐末宋初的趙郡李氏〉，載 陶晉生 等 譯：《唐史論文選集》（台北：幼獅文化事業公司，1990年），pp. 231-339.
2. 1 2 3 4 5  柳立言：〈宋代明州士人家族的形態〉，《中央研究院歷史語言研究所集刊》，81.2 (2010年)，pp. 289-364.
3. 1 2  遠藤隆俊 著，郭萬平 譯：〈北宋士大夫的寄居與宗族〉，載 平田茂樹 等 編：《宋代社會的空間與交流》（開封：河南大學出版社，2008年），pp. 204-231.
4. 1 2  宋三平. . 江西大学学报（社会科学版），现名：南昌大学学报(人文社会科学版) (江西省南昌市: 江西大学（现：南昌大学）). 1991, (2002年第1期): 79—83  [2023-02-11]. ISSN 1006-0448. （原始内容存档于2023-02-11） （简体中文）.
5. ↑   Zurndorfer：〈《新安大族志》與中國士紳階層的發展〉，頁282。
6. ↑  陆绯云. . 中国乡村研究·第四辑 –民间法与法律方法网.

## 延伸阅读
[在维基数据编辑]
 《欽定古今圖書集成·明倫彙編·家範典·宗族部》，出自陈梦雷《古今圖書集成》

## 外部連結
- 王銘銘：〈宗族、社會與國家〉（页面存档备份，存于）（1997）
- 遠藤隆俊：〈宋代的士大夫與家族、宗族——以范公偁《過庭錄》為線索〉 （页面存档备份，存于），《中國社會歷史評論》，2004年1期。
- 遠藤隆俊：〈宋元宗族的坟墓和祠堂〉（页面存档备份，存于）
- David Faure（科大衛）：〈祠堂與家廟——從宋末到明中葉宗族禮儀的演變〉
- 科大卫：〈宗族与地方社会的国家认同——明清华南地区宗族发展的意识形态基础（页面存档备份，存于）〉。
- 臼井佐知子：〈明清时代之宗族与宗教（页面存档备份，存于）〉。
- 陳其南：〈方志〈氏族志〉體例的演變與中國宗族發展的研究（页面存档备份，存于）〉。
- 郭云南：〈宗族网络与村庄收入分配（页面存档备份，存于）〉。
- 萧凤霞：〈宗族、市场、盗寇与蛋民（页面存档备份，存于）〉。
- 松原健太郎：〈是信託還是法人？中國宗族財產的管治問題（页面存档备份，存于）〉。